# Bataille de Valencia de Alcántara
Guerre de Sept Ans
Batailles
- Minorque (navale) (1756)
- Pirna (1756)
- Lobositz (1756)
- Reichenberg (1757)
- Prague (1757)
- Kolin (1757)
- Hastenbeck (1757)
- Gross-Jägersdorf (1757)
- Moys (1757)
- Rochefort (1757)
- Rossbach (1757)
- Breslau (1757)
- Leuthen (1757)
- Carthagène (navale) (1758)
- Olomouc (1758)
- Saint-Malo (1758)
- Rheinberg (1758)
- Krefeld (1758)
- Domstadl (1758)
- Cherbourg (1758)
- Zorndorf (1758)
- Saint-Cast (1758)
- Tornow (1758)
- Lutzelberg (1758)
- Hochkirch (1758)
- Bergen (1759)
- Kay (1759)
- Minden (1759)
- Kunersdorf (1759)
- Neuwarp (navale) (1759)
- Hoyerswerda (1759)
- Baie de Quiberon (navale) (1759)
- Maxen (1759)
- Meissen (1759)
- Glatz (1760)
- Landshut (1760)
- Corbach (1760)
- Emsdorf (1760)
- Dresde (1760)
- Warburg (1760)
- Liegnitz (1760)
- Rhadern (1760)
- Berlin (1760)
- Kloster Kampen (1760)
- Torgau (1760)
- Belle-Île (1761)
- Langensalza (1761)
- Cassel (1761)
- Grünberg (1761)
- Villinghausen (1761)
- Ölper (1761)
- Kolberg (1761)
- Wilhelmsthal (1762)
- Burkersdorf (1762)
- Lutterberg (1762)
- Reichenbach (1762)
- Almeida (1762)
- Valencia de Alcántara (1762)
- Nauheim (1762)
- Vila Velha de Ródão (1762)
- Cassel (1762)
- Freiberg (1762)

- Jumonville Glen (1754)
- Fort Necessity (1754)
- Fort Beauséjour (1755)
- 8 juin 1755
- Monongahela (1755)
- Petitcoudiac (1755)
- Lac George (1755)
- Fort Bull (1756)
- Fort Oswego (1756)
- Kittanning (1756)
- En raquettes (1757)
- Pointe du Jour du Sabbat (1757)
- Fort William Henry (1757)
- German Flatts (1757)
- Lac Saint-Sacrement (1758)
- Louisbourg (1758)
- Le Cran (1758)
- Fort Carillon (1758)
- Fort Frontenac (1758)
- Fort Duquesne (1758)
- Fort Ligonier (1758)
- Québec (1759)
- Fort Niagara (1759)
- Beauport (1759)
- Plaines d'Abraham (1759)
- Sainte-Foy (1760)
- Neuville (1760)
- Ristigouche (navale) (1760)
- Mille-Îles (1760)
- Signal Hill (1762)

- Cap-Français (1757)
- Martinique (1759)
- Guadeloupe (1759)
- Dominique (1761)
- Martinique (1762)
- Cuba (1762)

- Chandernagor (1757)
- Plassey (1757)
- Gondelour (1758)
- Négapatam (navale) (1758)
- Condore (1758)
- Madras (1758)
- Pondichéry (navale) (1759)
- Masulipatam (1759)
- Chinsurah (1758)
- Wandiwash (1760)
- Pondichéry (1760-1761)
- Manille (1762)

- Saint-Louis (1758)
- Gorée (1758)
- Gambie

La bataille de Valencia de Alcántara eut lieu le 27 août 1762, lorsqu'une force anglo-portugaise commandée par John Burgoyne surprit la ville de Valencia de Alcántara et la prit des mains de ses défenseurs espagnols, pour se défendre contre l'invasion du Portugal par l'Espagne (en), pendant la guerre de Sept Ans.
La force espagnole qui captura Almeida le 25 août participait à une grande offensive visant à envahir le Portugal. Dans un mouvement en tenailles, la force nord, qui avait envahi le Portugal à partir de la Galice en traversant le Douro, menaçait Porto, tandis que la force sud avait franchi la frontière à partir de Ciudad Rodrigo. Comme l'Espagne envahissait le Portugal à l'appui de la France, la Grande-Bretagne envoya des renforts, quelque 8 000 hommes commandés par John Burgoyne, pour aider les Portugais.
Le 24 août, Frédéric-Guillaume de Schaumbourg-Lippe décida d'attaquer la ville espagnole de Valencia de Alcántara, base de ravitaillement importante pour l'invasion. Il envoya John Burgoyne, colonel du 16e régiment de Light Dragoons avec le rang de brigadier-général, à la tête d'un contigent anglo-portugais d'environ 2 800 hommes (400 dragons légers, 6 compagnies d'infanterie britanniques et 11 compagnies de grenadiers portugaises) accompagné de deux obusiers et de deux canons légers. Burgoyne passa le Tage à Abrantes. À Castelo de Vide, Burgoyne fut rejoint par 100 fantassins portugais, 50 cavaliers irréguliers et quelque 40 paysans armés. Le 27 août, après des marches forcées sur quelque 72 kilomètres, ils attaquèrent la ville et la capturèrent à la surprise des défenseurs espagnols, Burgoyne dirigeant sa cavalerie avec efficacité. Une fois la ville capturée, les Britanniques et les Portugais nettoyèrent les environs et firent un certain nombre de prisonniers, dont un général espagnol. En résumé, plusieurs compagnies du régiment espagnol de Séville en garnison dans la ville frontière furent effectivement annihilées. De plus, la ville fut laissée intacte et dut payer une rançon, soit un an d'impôt en blé. 
Cette petite victoire releva le moral des Portugais, et Burgoyne reçut un gros diamant et les couleurs espagnoles capturées. Cette victoire retarda aussi l'invasion et contribua ainsi à la victoire générale de cette année-là. Deux mois plus tard, Burgoyne allait défaire les Espagnols à nouveau à la bataille de Vila Velha.